# Штайнберг-Дёрфль
Штайнберг-Дёрфль (нем. Steinberg-Dörfl) — ярмарочная коммуна (нем. Marktgemeinde) в Австрии, в федеральной земле Бургенланд. 
Входит в состав округа Оберпуллендорф.  Население составляет 1216 человек (на 31 декабря 2005 года). Занимает площадь 37,1 км². Официальный код  —  10821.

## Политическая ситуация
Бургомистр коммуны — Клаудиа Фридль (СДПА) по результатам выборов 2006 года.
Совет представителей коммуны (нем. Gemeinderat) состоит из 19 мест.
- СДПА занимает 10 мест.
- АНП занимает 8 мест.
- Зелёные занимают 1 место.